# NGC 5779
NGC 5779 (другие обозначения — MCG 9-24-48, ZWG 273.31, NPM1G +56.0187, PGC 53090) — галактика в созвездии Дракон.
Этот объект входит в число перечисленных в оригинальной редакции «Нового общего каталога».